# Capitoli di Lamù

Copertina del secondo volume dell'edizione italiana, raffigurante Lamù e Ataru

Lista dei capitoli di Lamù, manga scritto e disegnato da Rumiko Takahashi. La pubblicazione sulla rivista Weekly Shōnen Sunday è iniziata nel 1978 e si è conclusa nel 1987. La serie è stata raccolta in 34 tankōbon dal 1980 al 1987.
Una prima edizione italiana fu pubblicata inizialmente dalla Granata Press tra il 1991 e il 1995, anno in cui venne interrotta la pubblicazione a causa del fallimento della casa editrice. Il manga fu poi ristampato daccapo dalla Star Comics in 48 volumetti tra il 1997 e il 2001. Una seconda edizione in 17 numeri dal titolo Lamù - Urusei Yatsura è stata pubblicata tra il 2019 e il 2021, basata sull'edizione shinsōban ma con un formato più grande, pagine a colori e con ogni volume che ne raccoglieva due dei 34 originali.

## Volumi 1-10
| Nº Ja | Nº It | Titolo italiano Giapponese 「Kanji」 - Rōmaji | Data di prima pubblicazione          | Data di prima pubblicazione                        |
| Nº Ja | Nº It | Titolo italiano Giapponese 「Kanji」 - Rōmaji | Giapponese                           | Italiano                                           |
| 1     | 1-2   | Gente rumorosa dalle stelle Oyuki 「うる星やつら 1」 - Urusei Yatsura 1 | 15 aprile 1980                       | 1º febbraio 1997 1º marzo 1997                     |
| 1     | 1-2   | Capitoli - 1. Una buona preda (かけめぐる青春?, Kakemeguru seishun) - 2. Un povero diavolo (やさしい悪魔?, Yasashii akuma) - 3. Gocce di pioggia su di me (悲しき雨声?, Kanashiki amekoe) - 4. Tutta me stessa (あなたにあげる?, Anata ni ageru) - 5. Mali estremi, estremi rimedi (絶体絶命?, Zettai zetsumei) - 6. C'è chi muore per amore (愛で殺したい?, Ai de koroshitai) - 7. Un'adorabile canaglia (憎みきれないろくでなし?, Nikumi kirenai roku de nashi) - 8. Bel giorno, per partire! (いい日旅立ち?, Ii hi tabi tachi) - 9. Il grande incontro (大勝負?, Dai shobu) |                                      |                                                    |
| 1     | 1-2   | Trama Gli Oni vogliono invadere la Terra, ma rinunceranno se un terrestre scelto a caso riuscirà ad afferrare le corna di uno di loro entro dieci giorni. I prescelti sono Ataru Moroboshi per i terrestri e Lamù per gli Oni. Ataru riuscirà nell'impresa, ma per una sua frase fraintesa da Lamù si ritroverà "sposato" alla ragazza aliena. Due specchi contrapposti usati da Ataru per guardarsi la nuca portano alla materializzazione di un folletto piuttosto dispettoso e depravato. Sakurambo prepara un sortilegio per scacciarlo, ma le cose non vanno come previsto. Nuovo arrivo a Tomobiki: si tratta di Sakura, una sacerdotessa, nipote di Sakurambo, che organizzerà un esorcismo per liberarsi degli spiriti che insidiano la sua salute. Una corsa su un taxi spaziale chiamato per errore ha un prezzo esorbitante: le riserve petrolifere del Giappone. Lamù può sistemare le cose pagando la corsa, ma in cambio vuole che Ataru si impegni a stare con lei come una qualsiasi coppia di sposi. Ataru, dopo molti tentennamenti, accetta ed ospita a casa sua Lamù.Sul pianeta di Lamù si celebra la tradizionale battaglia tra gli Oni e gli Dei della Fortuna, tra i quali c'è anche Benten (una delle sue amiche d'infanzia). Anche Ataru parteciperà alla battaglia, ma il suo impegno sarà rivolto più che altro a tentare di conquistare Benten: la battaglia non andrà molto bene per gli Oni. Sulla Terra arriva Rei, l'ex fidanzato di Lamù. Shinobu è la prima ad incontrarlo: è un ragazzo stupendo che vuole rivedere Lamù perché ne è ancora innamorato. Lamù lo rifiuta perché si è dimostrato insensibile, egoista ed interessato soltanto al cibo. Una frase ad effetto di Lamù rivelerà a tutti la vera natura di Rei.                         |                                      |                                                    |
| 2     | 2-4   | Oyuki La principessa Kurama Disco inferno 「うる星やつら 2」 - Urusei Yatsura 2 | 15 luglio 1980 ISBN 4-09-120442-2    | 1º marzo 1997 1º aprile 1997 1º maggio 1997        |
| 2     | 2-4   | Capitoli - 10. Oyuki (お雪?) - 11. La natura delle cose (性?, Sei) - 12. Parentele (系図?, Keizu) - 13. Come fossi una bambola (あやつり人形?, Ayatsuri ningyou) - 14. Le zucche vuote tornano sempre a galla (いまだ浮上せず?, Imada fujō sezu) - 15. Il fiocco giallo della felicità (幸せの黄色いリボン?, Shiawase no kiiroi ribon) - 16. La donna che c'è in te (女のなって出直せよ?, Onna no natte denaoseyo) - 17. Le donne dei sogni (思い過ごしも恋のうち?, Omoi sugoshi mo koi no uchi) |                                      |                                                    |
| 2     | 2-4   | Trama Ataru è malato e solo in casa: Lamù è andata su Nettuno a trovare Oyuki, una delle sue amiche d'infanzia. Dall'armadio della camera di Ataru esce improvvisamente della neve: si è formato un passaggio che conduce direttamente su Nettuno. Ataru è vittima di un gioco "innocente" di Lamù: una bambolina voodoo con le sue fattezze riflette sul ragazzo tutte le angherie che subisce. Ataru capisce che si possono costruire altre bambole e si ingegna per attivare quella di Shinobu. Nel frattempo vengono preparate bambole per buona parte del vicinato, e quando i genitori di Ataru iniziano a "giocarci" il caos esplode in tutta Tomobiki. Durante una gita scolastica in campagna, Ataru si apparta con Shinobu quando vede una rana su un albero. Appena messo in acqua l'animale si trasforma nel Re delle rane (Kappa), che per ringraziare Ataru per avergli salvato la vita lo porta nel suo palazzo subacqueo.Ataru, che non sopporta più le scariche elettriche di Lamù, chiede aiuto a Sakurambo. Il monaco gli dona un nastro da annodare ai capelli della ragazza: finché sarà al suo posto i suoi poteri saranno annullati. Quando Ataru toglierà (per errore) il nastro Lamù, che non capiva come mai avesse perso i suoi poteri, sfogherà la sua rabbia su di lui. In una notte stellata un corvo rapisce Ataru: lo ritiene degno di Kurama, la principessa dei tengu, come sposo. Kurama, svegliata dal bacio di Ataru, non accetta quello che sembra il suo destino: avere un figlio con lui. Il destino di Kurama pare segnato, dovrà avere un figlio da Ataru. La principessa terrà delle lezioni di recupero per tentare di istruire il ragazzo, e per cercare di placare la sua passione per le donne lo spedirà in una dimensione parallela. |                                      |                                                    |
| 3     | 4-5   | Disco inferno Arriva Mendo! 「うる星やつら 3」 - Urusei Yatsura 3 | 15 ottobre 1980                      | 1º maggio 1997 1º giugno 1997                      |
| 3     | 4-5   | Capitoli - 18. Quel grand'uomo di papà (父よあなたは強かった?, Chichi yo anata ha tsuyokatta) - 19. Disco inferno (ディスコ･インフェルノ?, Disuko Inferuno) - 20. Mai dire goodbye (さよならを言う気もない?, Sayonara wo koto u kimo nai) - 21. E la neve cade già (勇気があれば?, Yuuki ga areba) - 22. La sventura calò dal cielo danzando (トラプルは舞い降りた?, Torapuru ha maiorita) - 23. Il girotondo dello zodiaco (星座はめぐる?, Seiza wa meguru) - 24. Vento di primavera sulla classe dei rimandati (春のうららの落第教室?, Spring Fever) - 25. Benvenuto all'inferno (ツノる思いが地獄をまねく?, Tsunoru omoi ga jigoku o maneku) - 26. Grazie per l'attesa (君まてども?, Kimi mate domo) |                                      |                                                    |
| 3     | 4-5   | Trama Kurama vuole mostrare ad Ataru un uomo che sia veramente degno di rispetto ed un esempio di moralità. Con un viaggio nel tempo porta Ataru nel medioevo dove farà la conoscenza di Wakamaru, il padre di Kurama. Pomeriggio in discoteca per Sakura, Ataru, Lamù e gli altri. Tra gli invitati ci sarà anche Tsubame, il fidanzato di Sakura, che chiederà la sua mano allo zio. Sakurambo acconsentirà al matrimonio solo se Tsubame dimostrerà di essere un buon mago. Dopo aver mangiato un lecca-lecca preparato da Lamù ed un dolce magico creato da Sakurambo Ataru si ritrova diviso in due parti: una identica all'originale, l'altra è un ragazzo giudizioso e con tanta voglia di studiare. Pare la situazione adatta per risolvere il "conflitto" tra Shinobu e Lamù per chi delle due stia con Ataru, ma un imprevisto complicherà la situazione. Nella classe 2-4 arriva un nuovo compagno: è Shutaro, il rampollo della ricca ed importante famiglia Mendo. Si devono tenere le elezioni per il capoclasse, ed i candidati sono proprio Shutaro e Ataru. Il risultato è di parità, ed il vincitore sarà stabilito con un duello come prevedono le nobili regole di casa Mendo. |                                      |                                                    |
| 4     | 5-7   | Arriva Mendo! Addio, Lamù Appuntamento a Tanabata 「うる星やつら 4」 - Urusei Yatsura 4 | 15 gennaio 1981                      | 1º giugno 1997 1º luglio 1997 1º agosto 1997       |
| 4     | 5-7   | Capitoli - 27. Alcol, lacrime, uomini e donne (酒と涙と男と女?, Sake to namida to otoko to onna) - 28. Il diario delle lacrime (涙の日記?, Namida no nikki) - 29. Questo bimbo a chi lo do? (この子はだあれ??, Kono ko hada are?) - 30. A zonzo nel labirinto (迷路でメロメロ?, Meiro de meromero) - 31. Sogni a occhi aperti (?) - 32. Fotografie quadridimensionali (四次元カメラ?, Yon jigen kamera) - 33. Graziosa metamorfosi (美しい旅だち?, Utsukushī tabidachi) - 34. Da quando te ne sei andata... (君去りし後?, Kimi sarishi nochi) - 35. La pista del diavolo (魔のランニング?, Ma no ranningu) - 36. Appuntamento a Tanabata (七夕デート?, Tanabata dēto) |                                      |                                                    |
| 5     | 7-8   | Appuntamento a Tanabata Sapore di sale 「うる星やつら 5」 - Urusei Yatsura 5 | 15 marzo 1981                        | 1º agosto 1997 1º settembre 1997                   |
| 5     | 7-8   | Capitoli - 37. Sakura, fiore seducente (妖花・サクラ先生?, Yōka Sakura sensei) - 38. Tutti sotto la pioggia (みんな雨ン中?, Min'na ame n-chū) - 39. Ai confini della realtà! La fotocopia vivente (怪談・コピー人間?, Kaidan kopī ningen) - 40. La gioventù è una bianca palla (白球にかけた青春?, Hakkyū ni kaketa seishun) - 41. Il Mantello Rosso (怪人赤マント?, Kaijin aka manto) - 42. Surf SOS (サーフィンSOS?, Sāfin Esuōesu) - 43. Ladro scostumato (水着ドロボウ?, Mizugi dorobō) - 44. Il bikini rubato (ビキニを奪え?, Bikini o ubae) - 45. Diet Wars (マンナンウォーズ?, Mannan Wōzu) - 46. A tutto yoga (ヨガで迷想?, Yoga de meisō) - 47. Malinconia di fine estate (哀愁でいと?, Aishū de ito) |                                      |                                                    |
| 6     | 8-10  | Sapore di sale La diabolica Ran Piccola peste 「うる星やつら 6」 - Urusei Yatsura 6 | 15 giugno 1981 ISBN 4-09-120446-5    | 1º settembre 1997 1º ottobre 1997 1º novembre 1997 |
| 6     | 8-10  | Capitoli - 48. Lezioni private (個人教授?, Kojin kyōju) - 49. Sotto la tuta, il pianto (コートの中では泣かないわ?, Kōto no naka de wa nakanaiwa) - 50. I due volti dell'amore (コートに消える恋?, Kōto ni kieru koi) - 51. La tragica visita annuale (戦慄の参観日?, Senritsu no sankanbi) - 52. Una kunoichi a Nara (くノ一、奈良を走る?, Kunoichi, Nara o hashiru) - 53. Una kunoichi a Kyoto (くノ一、京に潜む?, Kunoichi, Kyō ni hisomu) - 54. Kunoichi forever (くノ一は永遠に?, Kunoichi wa eien ni) - 55. Pericolo ai giochi studenteschi (体育祭危機一髪?, Taīkusai kikīppatsu) - 56. Pericolo alla festa studentesca (文化祭危機一髪?, Bunkasai kikīppatsu) - 57. Pericolo alla recita scolastica (演劇祭危機一髪?, Engekisai kikīppatsu) - 58. Pericolo alla festa d'addio (お別れパーティ危機一髪?, O wakare pāti kikīppatsu) |                                      |                                                    |
| 7     | 10-11 | Piccola peste San Valentino di fuoco 「うる星やつら 7」 - Urusei Yatsura 7 | 15 settembre 1981 ISBN 4-09-120447-3 | 1º novembre 1997 1º dicembre 1997                  |
| 7     | 10-11 | Capitoli - 59. Pericolo fra i ricordi (思い出危機一髪?, Omoide kikīppatsu) - 60. Pericolo in infermeria (Shōshinshōmei kikīppatsu?) - 61. Ti ritiri, Ataru? (あたるの引退?, Ataru no intai) - 62. Gli oracoli non fan miracoli (おみくじこわい?, O mi kuji kowai) - 63. Arriva Ten! (テンちゃんがきた?, Ten-chan ga kita) - 64. Ten innamorato (テンちゃの恋?, Ten-chan no koi) - 65. Appuntamento a due (二人だけのデート?, Futaridake no dēto) - 66. Da fiore a fiore (花から花へ?, Hana kara hana e) - 67. Il Mitra Antidemoni (鬼に豆鉄砲?, Oni ni mamedeppō) - 68. La reginetta della neve (ミス雪の女王?, Misu yuki no joō) - 69. I perseguitati di San Valentino (バレンタインデーの惨劇?, Barentaindē no sangeki) |                                      |                                                    |
| 8     | 11-12 | San Valentino di fuoco C'era una volta 「うる星やつら 8」 - Urusei Yatsura 8 | 15 novembre 1981 ISBN 4-09-120448-1  | 1º dicembre 1997 1º gennaio 1998                   |
| 8     | 11-12 | Capitoli - 70. Trappola d'amore (恋のアリ地獄?, Koi no ari jigoku) - 71. Poemi tra i ciliegi in fiore (桃の花歌合戦?, Momo no hana utagassen) - 72. L'enigma del paraorecchie (イヤ―マッフルの怪?, Iya ― maffuru no kai) - 73. Miagolii di terrore (ニャオンの恐怖にゃ気をつけろ!!?, Nyaon no kyōfu nya ki o tsukero!!) - 74. Danza a quattro nel settimo cielo (大空に舞うハチャメチャ四人組!!?, Ōzora ni mau hachamecha yon ningumi!!) - 75. Storie dell'Era Heian -Libro primo- (平安編壱?, Heian-hen ichi) - 76. Storie dell'Era Heian -Libro secondo- (平安編弐?, Heian-hen ni) - 77. Storie dell'Era Heian -Libro terzo- (平安編参?, Heian-hen san) - 78. L'amore vince su tutto (anche a scuola) (“愛”それは校内暴力とともに?, “Ai” sore wa kōnai bōryoku totomoni) - 79. Caos in biblioteca (ああ図書館?, Ā toshokan) - 80. Maestra, ho perso l'aeronave (ああ子どもの日は恐怖じゃ!?, Ā kodomo no hi wa kyōfu ja!) |                                      |                                                    |
| 9     | 13-14 | Vitamine aliene Storie di fantasmi 「うる星やつら 9」 - Urusei Yatsura 9 | 15 gennaio 1982 ISBN 4-09-120449-X   | 1º febbraio 1998 1º marzo 1998                     |
| 9     | 13-14 | Capitoli - 81. Il senso della vita (幼児たちよ、大志を抱け!!?, Yōjitachiyo, taishi o dake!!) - 82. Signora Rondine, Signor Pinguino (ツバメさんとペンギンさん?, Tsubame-san to pengin-san) - 83. Il lupo perde il pelo... (三つ子の魂、百までも!?, Mitsugo no tamashī, hyaku made mo!) - 84. Fino alla meta (女王陛下と愛のラガーマン!!?, Joōheika to ai no ragāman!!) - 85. La vendetta dei protozoi (原生動物の逆襲?, Gensei dōbutsu no gyakushū) - 86. Ordine di sfratto (住めば都?, Sumeba to) - 87. I sabotatori del fidanzamento perduto -parte 1- (見合いコワし…・その1?, Miai Kowashi… sono 1) - 88. I sabotatori del fidanzamento perduto -parte 2- (見合いコワし…・その2?, Miai Kowashi… sono 2) - 89. I sabotatori del fidanzamento perduto -parte 3- (見合いコワし…・その3?, Miai Kowashi… sono 3) - 90. I sabotatori del fidanzamento perduto -parte 4- (見合いコワし…・その4・完結編…?, Miai Kowashi… sono 4 kanketsu-hen…) - 91. Abbandonati sulla spiaggia (生ゴミ、海へ?, Nama gomi, umi e) |                                      |                                                    |
| 10    | 14-15 | Storie di fantasmi Uragani 「うる星やつら 10」 - Urusei Yatsura 10 | 15 marzo 1982 ISBN 4-09-120450-3     | 1º marzo 1998 1º aprile 1998                       |
| 10    | 14-15 | Capitoli - 92. Piove, piove... ma quanto piove?! -parte 1- (雨よ降れ触れ、もっと降れ!：PART1?, Ameyo fure fure, motto fure!：PART1) - 93. Piove, piove... ma quanto piove?! -parte 2- (雨よ降れ触れ、もっと降れ!：PART2?, Ameyo fure fure, motto fure!：PART2) - 94. Piove, piove... ma quanto piove?! -parte 3- (雨よ降れ触れ、もっと降れ!：PART3?, Ameyo fure fure, motto fure!：PART3) - 95. Fantasmi in pensione (パニックin幽霊民宿!?, Panikku in yūrei minshuku!) - 96. Lo spettro capriccioso (わがまま幽霊?, Wagamama yūrei) - 97. Il mistero della spiaggia (海辺の怪?, Umibe no kai) - 98. Urrà per l'uragano (台風は楽し?, Taifū wa tanoshi) - 99. Appuntamento segreto (秘密指令“デートをのぞけ!”?, Himitsu shirei “dēto o nozoke!”) - 100. Influenza aliena (風邪イヤですよね!?, Kaze iyadesuyone!) - 101. Dracula ullallà (翔んだドラキュラ!?, Tonda Dorakyura!) - 102. Donazioni di sangue (愛の献血運動?, Ai no kenketsu undō) |                                      |                                                    |

## Volumi 11-20
| Nº Ja | Nº It | Titolo italiano Giapponese 「Kanji」 - Rōmaji | Data di prima pubblicazione         | Data di prima pubblicazione                       |
| Nº Ja | Nº It | Titolo italiano Giapponese 「Kanji」 - Rōmaji | Giapponese                          | Italiano                                          |
| 11    | 15-17 | Uragani Cloni e corna Drunken Boogie 「うる星やつら 11」 - Urusei Yatsura 11 | 15 giugno 1982 ISBN 4-09-120741-3   | 1º aprile 1998 1º maggio 1998 1º giugno 1998      |
| 11    | 15-17 | Capitoli - 103. Caramella (薬口害?, Kusuriguchi gai) - 104. Si pregano i santi solo nel momento del bisogno (苦しいときの神だのみ!!?, Kurushī toki no kamida nomi!!) - 105. La festa di Amaterasu (アマテラス宴会?, Amaterasu enkai) - 106. Diritto di merenda (買い食い大戦争?, Kai kui dai sensō) - 107. A spasso col clone (コピーdeデート!?, Kopī de dēto!) - 108. Tanti ricordi e un Perso-Con (昔なつかし、ぐちれよパソコン!?, Mukashi natsukashi, guchireyo pasokon!) - 109. E il cornetto non c'è più! (おれのツノがない!??, Ore no tsuno ga nai!?) - 110. Caos in classe (自習騒動?, Jishū sōdō) - 111. Il gatto sulla scala che scotta (階段に猫がおんねん!?, Kaidan ni neko ga onnen!) - 112. Drunken Boogie (酔っぱらいブギ?, Yopparai bugi) - 113. Anno vecchio addio (忘年会じゃあ!?, Bōnenkai jā!) |                                     |                                                   |
| 12    | 17-18 | Drunken Boogie La sorella di Mendo 「うる星やつら 12」 - Urusei Yatsura 12 | 15 settembre 1982                   | 1º giugno 1998 1º luglio 1998                     |
| 12    | 17-18 | Capitoli - 114. Capodanno in casa Mendo (面倒邸新年怪?, Mendō-tei shin'nen kai) - 115. Love story di un pupazzo di neve (旅の雪ダルマ情話?, Tabi no yuki daruma jōwa) - 116. Divieto di caffetteria (校則シリーズ第1弾 喫茶店の出入りを禁ず!!?, Kōsoku shirīzu dai 1-dan kissaten no deiri o kinzu!!) - 117. Ispezione a tappeto (校則シリーズ第2弾 所持品検査だ!?, Kōsoku shirīzu dai 2-dan shoji-hin kensada!) - 118. Intrusi a scuola (部外者らん入?, Bugaisha ran iri) - 119. Di nuovo San Valentino (惑わじのバレンタイン!!?, Madowaji no Barentain!!) - 120. Studiosi fino alla morte (命かけます、授業中!!?, Inochi kakemasu, jugyō-chū!!) - 121. La sorella di Mendo -prima parte- (面堂兄妹!!・その1?, Mendō kyōdai!! sono 1) - 122. La sorella di Mendo -seconda parte- (面堂兄妹!!・その2?, Mendō kyōdai!! sono 2) - 123. Ciao ciao, belle marinarette! (セーラー服よ、こんにちは!?, Sērā-fuku yo, kon'nichiwa!) - 124. La pallina della discordia (テンからの贈り物！！?, Ten kara no okurimono!!)                                                            |                                     |                                                   |
| 13    | 18-20 | La sorella di Mendo Affari bagnati Il ritorno di Kurama 「うる星やつら 13」 - Urusei Yatsura 13 | 15 ottobre 1982 ISBN 4-09-120743-X  | 1º luglio 1998 1º agosto 1998 1º settembre 1998   |
| 13    | 18-20 | Capitoli - 125. Forza, Musashi! (スーパー武蔵、天までダッシュ!!?, Sūpā Musashi, ten made dasshu!!) - 126. L'addestramento di Musashi (武蔵、ただいま修行中!…編?, Musashi, tadaima shugyō chū!…-hen) - 127. Musashi il grande (ダメっ子武蔵、男やないか!!?, Damekko Musashi, otoko yanai ka!!) - 128. La maledizione dello spirito del salice piangente (柳精翁の恐怖！？?, Ryuuseiou no Kyofu!?) - 129. Ten... tar non nuoce (テン敵?, Ten toki) - 130. Il ritorno dei fossili viventi (化石の僻地!!?, Kaseki no hekichi!!) - 131. Contagio dentale (虫歯WARS!!?, Nushiba WARS!!) - 132. Affari bagnati (湯舟に浮かぶ銭の花を流せ!!?, Yubune ni ukabu zeni no hana o nagase!!) - 133. Cronaca di un litigio coniugale (夫婦ゲンカ始末記!!?, Fūfu genka shimatsuki!!) - 134. La gratitudine del tanuki (タヌキが“ツルの恩返し”!!?, Tanuki ga “tsuru no ongaeshi”!!) - 135. Una festa in maschera (面堂家仮面ぶとう会!!?, Mendōka kamen butō kai!!) |                                     |                                                   |
| 14    | 20-21 | Il ritorno di Kurama - 「うる星やつら 14」 - Urusei Yatsura 14 | 15 dicembre 1982 ISBN 4-09-120744-8 | 1º settembre 1998 1º ottobre 1998                 |
| 14    | 20-21 | Capitoli - 136. Il ritorno di Kurama! (クラマ再び!!?, Kurama futatabi!!) - 137. Amore al primo bacio (口づけと共に契らん!!?, Kuchizuke totomoni chigiran!!) - 138. Quando le leggi vacillano (掟、おさらば!!?, Okite, osaraba!!) - 139. Tentazioni in bottiglia (ビン詰めの誘惑!!?, Binzume no yūwaku!!) - 140. Suspense a cena (食べれば恐怖!!?, Tabereba kyōfu!!) - 141. Campionato scolastico (校内賭博球技大会!!?, Kōnai tobaku kyūgi taikai!!) - 142. Piccante da morire (辛いキャプテンに明日はない!?, Tsurai kyaputen ni asu wa nai!) - 143. Paradiso terrestre (桃源郷奇談!?, Tōgen gō kidan!) - 144. Sakura si fa in tre (三人サクラ浮気の構図!!?, Sannin sakura uwaki no kōzu!!) - 145. Tradimento sotto il sole (デートとイルカと海辺の浮気!!?, Dēto to iruka to umibe no uwaki!!) - 146. Operazione mari puliti (みんなで海をきれいにしよう!?, Minna de umi o kirei ni shiyō!) |                                     |                                                   |
| 15    | 21-23 | - Donne con le gonne La mamma di Ten 「うる星やつら 15」 - Urusei Yatsura 15 | 15 aprile 1983 ISBN 4-09-120745-6   | 1º ottobre 1998 1º novembre 1998 1º dicembre 1998 |
| 15    | 21-23 | Capitoli - 147. Battaglia in famiglia (激闘、父子鷹!!?, Gekitō, fushi taka!!) - 148. Vestirò alla marinara (セーラー服よ、コンにちは!!?, Sērā-fuku yo, konnichiwa!!) - 149. O short, o morte (ブルマーを求めて!!?, Burumā o motomete!!) - 150. Profumo di donna -parte prima- (蘭は女の香り! Part1?, Ran wa onna no kaori! Part 1) - 151. Profumo di donna -parte seconda- (蘭は女の香り! Part2?, Ran wa onna no kaori! Part 2) - 152. Verso la femminilità (努力、女の道!?, Doryoku, onna no michi!) - 153. Dimmi che sei donna (女の証明!?, Onna no shōmei!) - 154. Art Safari (絵画はスポーツだ!?, Kaiga wa supōtsuda!) - 155. Questioni di sesso (花婿、それは女!?, Hanamuko, sore wa onna!) - 156. Miss Ataru (あたる、女へ!!?, Ataru, onna e!!) - 157. Sesso matto (性転のヘキレキ!!?, Sei ten no hekireki!!) |                                     |                                                   |
| 16    | 23-24 | La mamma di Ten 「うる星やつら 16」 - Urusei Yatsura 16 | 15 giugno 1983 ISBN 4-09-120746-4   | 1º dicembre 1998 1º gennaio 1999                  |
| 16    | 23-24 | Capitoli - 158. Autunno (晩秋…そしてまつたけ!!?, Banshū… soshite matsu take!!) - 159. Il demone in bottiglia (妖怪徳利!!?, Yōkai tokkuri!!) - 160. Tra madre e figlio -parte 1- (母子断絶火事模様!! Part1?, Boshi danzetsu kaji moyō!! Part1) - 161. Tra madre e figlio -parte 2- (母子断絶火事模様!! PartII?, Boshi danzetsu kaji moyō!! PartII) - 162. Tesoruccio in pericolo (愛❤ダーリンの危機!!?, Ai dārin no kiki!!) - 163. Festa di Natale (クリスマスツリーわいわいパーティー!?, Kurisumasutsurī waiwai pātī!) - 164. Caccia al tesoro (家宝は寝て待て!!?, Kahō wa nete mate!!) - 165. In famiglia (竜之介一家団らん!!?, Ryūnosuke ikka danran!!) - 166. Su tutte le furie (怒りのラムちゃん!?, Ikari no Ramu-chan!) - 167. Addio, professore (さらば温泉マーク!!?, Saraba onsen māku!!) - 168. Una festa del diavolo (うちらの節分ケンカ祭りだっちゃ!!?, Uchira no setsubun kenka matsuridatcha!!) |                                     |                                                   |
| 17    | 24-25 | La mamma di Ten Perseguitati dal passato 「うる星やつら 17」 - Urusei Yatsura 17 | 15 ottobre 1983 ISBN 4-09-120747-2  | 1º gennaio 1999 1º febbraio 1999                  |
| 17    | 24-25 | Capitoli - 169. Ryunosuke & San Valentino (父と娘の愛のバレンタイン!!?, Chichi to musume no ai no Barentain!!) - 170. Mordi e fuggi (必殺ケンカ少年・すっぽんのテン!!?, Hissatsu kenka shōnen suppon no ten!!) - 171. Tutta colpa della marmellata (あんこ悲しや、恋の味!??, Anko kanashi ya, koi no aji!?) - 172. Il rossetto magico (き・え・な・いルージュマジック!!?, Ki e na i rūju majikku!!) - 173. Una scuola 'underground' (埋没教室!!?, Maibotsu kyōshitsu!!) - 174. Sakura, fascino ed esorcismi (艶姿桜御祓!!?, Adesugata Sakura oharai!!) - 175. Sfida sotto il ciliegio (花見デスマッチ!!?, Hanami desumatchi!!) - 176. Ricordi confusi (想い出ボロボロ!??, Omoide boroboro!?) - 177. Album di famiglia (想い出のアルバム?, Omoide no arubamu) - 178. Povero Mendo (みじめっ子・終太郎!?, Mijimekko Shūtarō!) - 179. Doppio Mendo (逆上、終太郎!!?, Gyakujō, Shūtarō!!) |                                     |                                                   |
| 18    | 25-27 | Perseguitati dal passato Miss Tomobiki Mamma o non mamma? 「うる星やつら 18」 - Urusei Yatsura 18 | 15 gennaio 1984 ISBN 4-09-120748-0  | 1º febbraio 1999 1º marzo 1999 1º aprile 1999     |
| 18    | 25-27 | Capitoli - 180. CAO-2 (惑星教師CAO-2?, Wakusei kyōshi CAO-2) - 181. Estasi in pillole (無我の妙薬!!?, Muga no myōyaku!!) - 182. Fuga d'amore (トンちゃんの駆け落ち!?, Ton-chan no kakeochi!) - 183. La prima notte da soli (夜を二人で!!?, Yoru o futari de!!) - 184. Obiettivo reggiseno - 1 (あこがれを胸に!! Part1?, Akogare o mune ni!! Part1) - 185. Obiettivo reggiseno - 2 (?, あこがれを胸に!! Part2, Akogare o mune ni!! Part2) - 186. Miss Tomobiki -Eliminatorie- (ミス友引コンテスト；予備選?, Misu Tomobiki kontesuto; yobisen) - 187. Miss Tomobiki -Le cinque sfidanti- (ミス友引コンテスト；本選?, Misu Tomobiki kontesuto; honsen) - 188. Miss Tomobiki -Sfilata in costume- (ミス友引コンテスト；水着審査?, Misu Tomobiki kontesuto; mizugi shinsa) - 189. Miss Tomobiki -Incontro di lotta- (ミス友引コンテスト；戦う女たち?, Misu Tomobiki kontesuto; tatakau onna-tachi) - 190. Miss Tomobiki -Premiazione- (ミス友引コンテスト；結果発表?, Misu Tomobiki kontesuto; kekka happyō)                                                                   |                                     |                                                   |
| 19    | 27-28 | Mamma o non mamma? Tre contro tre 「うる星やつら 19」 - Urusei Yatsura 19 | 15 aprile 1984 ISBN 4-09-120749-9   | 1º aprile 1999 1º maggio 1999                     |
| 19    | 27-28 | Capitoli - 191. Triangolo d'amore per i pesci in acquario (水中ラブ三角形!!?, Suichū rabu sankakkei!!) - 192. Quel pallone gonfiato di Ten (テンちゃん宙に浮く!??, Ten-chan chū ni uku!?) - 193. Mamma o non mamma? -prima parte- (岩石の母；前編?, Ganseki no haha; zenpen) - 194. Mamma o non mamma? -seconda parte- (岩石の母；後編?, Ganseki no haha; kōhen) - 195. Spirito in lattina (缶につめた小さな青春?, Kan ni tsumeta chīsana seishun) - 196. La fiera del cattivo gusto (ああ夜店?, Ā yomise) - 197. Strano come un pesce (わたしはサ・カ・ナ?, Watashi wa sa ka na) - 198. La triste infanzia di Sakura (哀愁の幼年期・サクラ?, Aishū no yōnenki Sakura) - 199. I predatori della catena perduta -prima parte- (失われたモノを求めて；前編?, Ushinawareta mono o motomete; zenpen) - 200. I predatori della catena perduta -seconda parte- (失われたモノを求めて；激闘3VS3?, Ushinawareta mono o motomete; gekitō 3 VS 3) - 201. I predatori della catena perduta -terza parte- (失われたモノを求めて；完結編?, Ushinawareta mono o motomete; kanketsu-hen) |                                     |                                                   |
| 20    | 28-29 | Tre contro tre Amore senza confini 「うる星やつら 20」 - Urusei Yatsura 20 | 15 giugno 1984 ISBN 4-09-120750-2   | 1º maggio 1999 1º giugno 1999                     |
| 20    | 28-29 | Capitoli - 202. Diffida della lettera di sfida -prima parte- (トLOVEル・レター；前編?, To LOVE ru retā; zenpen) - 203. Diffida della lettera di sfida -seconda parte- (トLOVEル・レター；後編?, To LOVE ru retā; kōhen) - 204. Colti in castagna (愛の行方?, Ai no yukue) - 205. Lo spirito delle foglie morte (華麗なる落葉の舞い?, Kareinaru rakuyō no mai) - 206. Un amore senza confini (愛は国境を越えて?, Ai wa kokkyō o koete) - 207. Ladra di fidanzati -prima parte- (恋人泥棒；前編?, Koibito dorobō; zenpen) - 208. Ladra di fidanzati -seconda parte- (恋人泥棒；後編?, Koibito dorobō; kōhen) - 209. Prova d'amore (愛がふれあうとき?, Ai ga fureau toki) - 210. Rugby senza fascia (青春ラグビー地獄?, Seishun ragubī jigoku) - 211. La strada verso il cielo (空を飛ぶ童女?, Sora o tobu dōjo) - 212. La giungla infernale (魔境! 戦慄の密林?, Makyō! Senritsu no mitsurin) |                                     |                                                   |

## Volumi 21-30
| Nº Ja | Nº It | Titolo italiano Giapponese 「Kanji」 - Rōmaji | Data di prima pubblicazione          | Data di prima pubblicazione                        |
| Nº Ja | Nº It | Titolo italiano Giapponese 「Kanji」 - Rōmaji | Giapponese                           | Italiano                                           |
| 21    | 30-31 | La furia di Oyuki La figlia dei Mizunokoji 「うる星やつら 21」 - Urusei Yatsura 21 | 15 settembre 1984 ISBN 4-09-121171-2 | 1º luglio 1999 1º agosto 1999                      |
| 21    | 30-31 | Capitoli - 213. Party esplosivo (密室!ケーキ屋敷の恐怖?, Misshitsu! Kēki yashiki no kyōfu) - 214. Shape up ping pong (シェイクアップ・羽根つき?, Sheiku appu hane tsuki) - 215. Gara di abilità (芸道一筋いばら道?, Geidō hitosuji ibaradō) - 216. Amore e boxe (愛と闘魂のグローブ?, Ai to tōkon no gurōbu) - 217. La furia di Oyuki -prima parte- (蒼白き炎の怒り 前編?, Aojiroki honō no ikari zenpen) - 218. La furia di Oyuki -seconda parte- (蒼白き炎の怒り 中編?, Aojiroki honō no ikari chūhen) - 219. La furia di Oyuki -terza parte- (蒼白き炎の怒り 後編?, Aojiroki honō no ikari kōhen) - 220. Il mutaspray (変身プレー!?, Henshin purē!) - 221. Lamuuuh! (ラムちゃんウシになる…!??, Ramu-chan ushi ni naru…!?) - 222. Le volpi e la luna (月夜のキツネたち?, Tsukiyo no kitsune-tachi) - 223. Un fidanzato per Ryunosuke (竜之介式男女交際?, Ryūnosuke-shiki danjo kōsai) |                                      |                                                    |
| 22    | 31-32 | La figlia dei Mizunokoji Il ritorno delle Space Girls 「うる星やつら 22」 - Urusei Yatsura 22 | 15 novembre 1984 ISBN 4-09-121172-0  | 1º agosto 1999 1º settembre 1999                   |
| 22    | 31-32 | Capitoli - 224. La figlia dei Mizunokoji -prima parte- (水乃小路家の娘 その1?, Mizunokōji ka no musume sono 1) - 225. La figlia dei Mizunokoji -seconda parte- (水乃小路家の娘；その2?, Mizunokōji ka no musume sono 2) - 226. La figlia dei Mizunokoji -terza parte- (水乃小路家；その3?, Mizunokōji ka sono 3) - 227. La figlia dei Mizunokoji -quarta parte- (水乃小路家の娘；その4?, Mizunokōji ka sono 4) - 228. Kin, un samurai vagabondo (遊び人金さん始末記?, Asobinin Kin-san shimatsuki) - 229. Il ritorno delle Space Girls (逆襲!三人組?, Gyakushū! San ningumi) - 230. Problemi di gioventù (悩み多き青春?, Nayami ōki seishun) - 231. Un eroe deluxe (豪華絢爛正義の味方?, Gōka kenran seigi no mikata) - 232. Il pupazzo maledetto (あな恐ろしや、ワラ人形?, Ana osoroshi ya, wara ningyō) - 233. Le chiacchiere del tuliparlo (秘密の花園?, Himitsu no hanazono) - 234. Il figlio di Ten (テンちゃんの息子?, Ten-chan no musuko)                                                            |                                      |                                                    |
| 23    | 32-34 | Il ritorno delle Space Girls Sorprese in pentola L'ultimo appuntamento 「うる星やつら 23」 - Urusei Yatsura 23 | 15 gennaio 1985 ISBN 4-09-121173-9   | 1º settembre 1999 1º ottobre 1999 1º novembre 1999 |
| 23    | 32-34 | Capitoli - 235. Il duello del coraggio -prima parte- (勇気ある決闘；前編?, Yūki aru kettō; zenpen) - 236. Il duello del coraggio -seconda parte- (勇気ある決闘；後編?, Yūki aru kettō; kōhen) - 237. Il ritorno di Asuka -parte 1- (飛鳥ふたたび；その1?, Asuka futatabi; sono 1) - 238. Il ritorno di Asuka -parte 2- (飛鳥ふたたび；その2?, Asuka futatabi; sono 2) - 239. Il ritorno di Asuka -parte 3- (飛鳥ふたたび；その3?, Asuka futatabi; sono 3) - 240. Sorprese in pentola (必殺!ヤミナベ?, Hissatsu! Yami nabe) - 241. Ice Cooler Relax (アイスクーラー・リラックス?, Aisukūrā rirakkusu) - 242. Gara di nuoto a ostacoli -prima parte- (ザ・障害物水泳大会；前編?, Za shōgaibutsu suiei taikai; zenpen) - 243. Gara di nuoto a ostacoli -seconda parte- (ザ・障害物水泳大会；後編?, Za shōgaibutsu suiei taikai; kōhen) - 244. Fuochi d'artificio sui Mendo (合戦!面堂家花火大会?, Gassen! Mendō ka hanabi taikai) - 245. Vita al mare (浜茶屋繁盛期?, Hama chaya hanjōki)                      |                                      |                                                    |
| 24    | 34-35 | L'ultimo appuntamento I sogni son desideri 「うる星やつら 24」 - Urusei Yatsura 24 | 15 febbraio 1985 ISBN 4-09-121174-7  | 1º novembre 1999 1º dicembre 1999                  |
| 24    | 34-35 | Capitoli - 246. Commerciante senza scrupoli (非道なる商売人?, Hidōnaru shōbainin) - 247. L'ultimo appuntamento (最後のデート?, Saigo no dēto) - 248. La grande fuga del pesce palla (大脱走・大騒動?, Dai dassō dai sōdō) - 249. Il fascino delle Space Girls (スケ番グループ色気大作戦?, Sukeban gurūpu iroke dai sakusen) - 250. Un amore di kotatsu (コタツにかけた愛?, Kotatsu ni kaketa ai) - 251. Tale madre, tale figlia (妻は面影の中に?, Tsuma wa omokage no naka ni) - 252. Un appuntamento burrascoso -prima parte- (嵐を呼ぶデート；その1?, Arashi o yobu dēto; sono 1) - 253. Un appuntamento burrascoso -seconda parte- (嵐を呼ぶデート；その2?, Arashi o yobu dēto; sono 2) - 254. Un appuntamento burrascoso -terza parte- (嵐を呼ぶデート；その3?, Arashi o yobu dēto; sono 3) - 255. Un appuntamento burrascoso -quarta parte- (嵐を呼ぶデート；その4?, Arashi o yobu dēto; sono 4) - 256. Un appuntamento burrascoso -quinta parte- (嵐を呼ぶデート；その5?, Arashi o yobu dēto; sono 5) |                                      |                                                    |
| 25    | 35-36 | I sogni son desideri Heart break crossin' 「うる星やつら 25」 - Urusei Yatsura 25 | 15 aprile 1985 ISBN 4-09-121175-5    | 1º dicembre 1999 1º gennaio 2000                   |
| 25    | 35-36 | Capitoli - 257. I sogni son desideri -Onironauti per forza- (夢で逢えあたら：現実編?, Yume de aeatara: genjitsu-hen) - 258. I sogni son desideri -Sfida onirica- (夢で逢えたら；大決戦?, Yume de aetara; dai kessen) - 259. Un compito difficile (執念の形?, Shūnen no katachi) - 260. Quella strana passione (オデンに秘めた恋?, Oden ni himeta koi) - 261. Lacrime amare, patate dolci (更け行く秋のイモの悲しき?, Fukeyuku aki no imo no kanashiki) - 262. Un raffreddore coi fiocchi (風邪ひかば?, Kaze hikaba) - 263. Gara di mochi (モチ争奪校長胸像杯?, Mochi sōdatsu kōchō kyōzōhai) - 264. Capodan Din Don Dan (歳末は鐘鳴り?, Saimatsu wa kane nari) - 265. Smalto Sandwich (かむかむエブリボデェ!?, Kamu kamu eburibodē!) - 266. Heart break crossin' -prima parte- (ハートブレイクCrossin'?, Hātobureiku Crossin') - 267. Heart break crossin' -seconda parte-ハートブレイクCrossin'後編 (Hātobureiku Crossin' kōhen?)                                                                          |                                      |                                                    |
| 26    | 36-38 | Heart break crossin' Donna contro donna Stupid Cupid 「うる星やつら 26」 - Urusei Yatsura 26 | 15 luglio 1985 ISBN 4-09-121176-3    | 1º gennaio 2000 1º febbraio 2000 1º marzo 2000     |
| 26    | 36-38 | Capitoli - 268. Killer bean (節分危機一豆!!?, Setsubun kiki ichi mame!!) - 269. Donna contro donna -prima parte- (決闘!女VS.女!!前編?, Kettō! Onna VS. onna!! Zenpen) - 270. Donna contro donna -seconda parte- (決闘!女VS.女!!中編?, Kettō! Onna VS. onna!! Chūhen) - 271. Donna contro donna -terza parte- (決闘!女VS.女!!?, Kettō! Onna VS. onna!!) - 272. Vasi vasoni vasetti (大ビン小ビン?, Dai bin shō bin) - 273. Visita di cortesia (風邪見舞!?, Kaze mimai!) - 274. Il fantasma di Mendo (あやかしの面堂?, Ayakashi no Mendō) - 275. Gomma da fantasticare (妄想フーセンガム?, Mōsō fūsengamu) - 276. Space Invader (宇宙からの侵略者?, Uchū kara no shinryakusha) - 277. Stupid Cupid (愛の使者どすえ!!?, Ai no shishadosu e!!) - 278. Lo spirito dello spirito (お祓三すくみ?) |                                      |                                                    |
| 27    | 38-39 | Stupid Cupid La stella dei desideri 「うる星やつら 27」 - Urusei Yatsura 27 | 15 ottobre 1985 ISBN 4-09-121177-1   | 1º marzo 2000 1º aprile 2000                       |
| 27    | 38-39 | Capitoli - 279. Sposi in un soffio (?) - 280. Piatti volanti (強食惑星?, Kyōshoku wakusei) - 281. L'uccellino assurdo (かってな幸福、青い鳥?, Kattena kōfuku, aoi tori) - 282. Cuore di mamma (母の心、子の心?, Haha no kokoro, ko no kokoro) - 283. Scapole alate (とんでけ!肩こり?, Tondeke! Katakori) - 284. Un piano bestiale (スケ番三人娘、動物作戦?, Sukeban san'nin musume, dōbutsu sakusen) - 285. La grande pesca (活魚つかみどり?, Ikeuo tsukamidori) - 286. Tutta la verità (十年目の真実?, Jū nenme no shinjitsu) - 287. The Bleah Witch Reject (はんぎゃ摘み?, Han gya tsumami) - 288. Swimsuit Rhapsody (水着ラプソディー?, Mizugi rapusodī) - 289. La coscienza di zen (反省座禅会?, Hansei zazenkai) |                                      |                                                    |
| 28    | 39-40 | La stella dei desideri Un'estate al mare 「うる星やつら 28」 - Urusei Yatsura 28 | 15 gennaio 1986 ISBN 4-09-121178-X   | 1º aprile 2000 1º maggio 2000                      |
| 28    | 39-40 | Capitoli - 290. La stella dei desideri (星に願いを?, Hoshi ni negai o) - 291. Un pacco di baci (口づけ❤速達小包?, Kuchizuke sokutatsu kozutsumi) - 292. Guerra per amore -prima parte- (兄妹★愛の闘い；その1?, Kyōdai ai no tatakai; sono 1) - 293. Guerra per amore -seconda parte- (兄妹★愛の闘い；その2?, Kyōdai ai no tatakai; sono 2) - 294. Zuppa di mare (怒りのプール?, Ikari no pūru) - 295. Liscia come il sapone (つるつるソープ?, Tsurutsuru sōpu) - 296. Un'estate al mare (浜茶屋の夏!!?, Hama chaya no natsu!!) - 297. L'albero dei campanelli (風鈴樹の音色?, Fūrinju no neiro) - 298. Le tragiche visite del professor Onsen (涙の家庭訪問?, Namida no katei hōmon) - 299. L'ombrellino dello gnomo (妖精のパラソル?, Yōsei no parasoru) - 300. Ritratto di ragazza (写真の中の女?, Shashin no naka no onna) |                                      |                                                    |
| 29    | 41-42 | La Giungla Elettrica Love Story 「うる星やつら 29」 - Urusei Yatsura 29 | 15 aprile 1986 ISBN 4-09-121179-8    | 1º giugno 2000 1º luglio 2000                      |
| 29    | 41-42 | Capitoli - 301. La Giungla Elettrica -prima parte- (電飾の魔境・其之一?) - 302. La Giungla Elettrica -seconda parte- (電飾の魔境・其之二?) - 303. La Giungla Elettrica -terza parte- (電飾の魔境・其之三?) - 304. La Giungla Elettrica -quarta parte- (電飾の魔境其之四?) - 305. Il cilindro magico (マジカルハット?, Majikaru hatto) - 306. Scarpette rosso rabbia (情熱の赤い靴?, Jōnetsu no akai kutsu) - 307. Scontro di primedonne (プリマの星をつかめ!!?, Purima no hoshi o tsukame!!) - 308. Universo in scatola (箱宇宙に秘められた過去?, Hako uchū ni himerareta kako) - 309. Il gorinjardiniere elettrico -prima parte- (電気仕掛けの御庭番其之一?) - 310. Il gorinjardiniere elettrico -seconda parte- (電気仕掛けの御庭番其之二?) - 311. Punizione con delitto (校長殴打事件?, Kōchō ōda jiken) |                                      |                                                    |
| 30    | 42-43 | Love Story Anime gemelle 「うる星やつら 30」 - Urusei Yatsura 30 | 15 luglio 1986 ISBN 4-09-121180-1    | 1º luglio 2000 1º agosto 2000                      |
| 30    | 42-43 | Capitoli - 312. La grande fuga del tacchino (七面鳥逃げた?, Shichimenchō nigeta) - 313. Conosco il tuo segreto (おまえのひみつをしっている?, Omae no himitsu o shitte iru) - 314. Love Story -prima parte- (おとなの恋の物語＜前編＞?, Otona no koi no monogatari <zenpen>) - 315. Love Story -seconda parte- (おとなの恋の物語＜後編＞?, Otona no koi no monogatari <kōhen>) - 316. L'invasione degli ultranikuman (饅頭こわい?, Manjū kowai) - 317. Battaglia nei cieli (怒りの空中戦?, Ikari no kūchūsen) - 318. La leggenda della casetta di neve (カマクラ伝説?, Kama kura densetsu) - 319. Anime gemelle (霊魂とデート❤?, Reikon to dēto) - 320. Twin look (極彩のペアルック?, Goku irodori no pea rukku) - 321. Un invito dell'altro mondo (別世界への招待?, Bessekai e no shōtai) - 322. La bocca dell'anima (ダーリンの本音?, Dārin no honne) |                                      |                                                    |

## Volumi 31-34
| Nº Ja | Nº It | Titolo italiano Giapponese 「Kanji」 - Rōmaji | Data di prima pubblicazione          | Data di prima pubblicazione                      |
| Nº Ja | Nº It | Titolo italiano Giapponese 「Kanji」 - Rōmaji | Giapponese                           | Italiano                                         |
| 31    | 43-45 | Anime gemelle Destini avversi Ricordi esplosivi 「うる星やつら 31」 - Urusei Yatsura 31 | 15 settembre 1986 ISBN 4-09-121501-7 | 1º agosto 2000 1º settembre 2000 1º ottobre 2000 |
| 31    | 43-45 | Capitoli - 323. Il colpo proibito dell'amore -prima parte- (愛の脳天逆落とし＜前編＞?, Ai no nōten gyaku otoshi <zenpen>) - 324. Il colpo proibito dell'amore -seconda parte- (愛の脳天逆落とし＜後編＞?, Ai no nōten gyaku otoshi <kōhen>) - 325. Non fiori, ma tortine ripiene (花より桜もち!?, Hana yori sakuramochi!) - 326. Amore cieco (モグラの嫁とり?, Mogura no yometori) - 327. Non aprite quel guscio (呪われたタマゴ?, Norowareta tamago) - 328. Amnesia (失われた記憶?, Ushinawareta kioku) - 329. Oltre la porta (扉を開けて?, Tobira o akete) - 330. Destini avversi (愛と哀しみの果て?, Ai to kanashimi no hate) - 331. Follia senza futuro (明日なき暴走?, Ashita naki bōsō) - 332. La porta dei sogni (夢の扉?, Yume no tobira) - 333. Domani è un altro giorno (明日へもういっちょ?, Ashita e mō itcho) |                                      |                                                  |
| 32    | 45-46 | Ricordi esplosivi Il fiore dell'amore 「うる星やつら 32」 - Urusei Yatsura 32 | 15 novembre 1986 ISBN 4-09-121502-5  | 1º ottobre 2000 1º novembre 2000                 |
| 32    | 45-46 | Capitoli - 334. Prova di povertà (極めよ!貧乏道?, Kiwameyo! binbōdō) - 335. Ricordi esplosivi (思い出は時限爆弾!!?, Omoide wa jigen bakudan!!) - 336. Richiamo per polpi (タコを呼ぶ笛?, Tako o yobu fue) - 337. Vola, piccione bianco, vola (飛べ!愛の伝書鳩!!?, Tobe! Ai no denshobato!!) - 338. La fortezza della rettitudine -Inizio- (潔癖の要塞≪前編≫?, Keppeki no yōsai ≪zenpen≫) - 339. La fortezza della rettitudine -Sviluppo- (潔癖の要塞≪中編≫?, Keppeki no yōsai ≪chūhen≫) - 340. La fortezza della rettitudine -Conclusione- (潔癖の要塞≪後編≫?, Keppeki no yōsai ≪kōhen≫) - 341. La fidanzata del mare -prima parte- (渚のフィアンセ≪前編≫?, Nagisa no fianse ≪zenpen≫) - 342. La fidanzata del mare -seconda parte- (渚のフィアンセ≪後編≫?, Nagisa no fianse ≪kōhen≫) - 343. La vendetta del convolvolo (朝顔、怒りの逆襲?, Asagao, ikari no gyakushū) - 344. Il gelato incavolato (怒れ!シャーベット?, Okore! Shābetto) |                                      |                                                  |
| 33    | 46-47 | Il fiore dell'amore Boy meets girl 「うる星やつら 33」 - Urusei Yatsura 33 | 15 gennaio 1987 ISBN 4-09-121503-3   | 1º novembre 2000 1º dicembre 2000                |
| 33    | 46-47 | Capitoli - 345. Il cavallo e la bambina (馬と令嬢?, Uma to reijō) - 346. Il fiore dell'amore e del coraggio -Inizio- (愛と勇気の花一輪≪前編≫?, Ai to yūki no hana ichi rin ≪zenpen≫) - 347. Il fiore dell'amore e del coraggio -Sviluppo- (愛と勇気の花一輪≪中編≫?, Ai to yūki no hana ichi rin ≪chūhen≫) - 348. Il fiore dell'amore e del coraggio -Conclusione- (愛と勇気の花一輪≪後編≫?, Ai to yūki no hana ichi rin ≪kōhen≫) - 349. One Night Fight -prima parte- (一夜の攻防戦≪前編≫?, Ichiya no kōbōsen ≪zenpen≫) - 350. One Night Fight -seconda parte- (一夜の攻防戦≪後編≫?, Ichiya no kōbōsen ≪kōhen≫) - 351. Occhio al virus (乙女バシカの恐怖?, Otome bashika no kyōfu) - 352. Cheese! (ヤギさんとチーズ!!?, Yagi-san to chīzu!!) - 353. Ululando dolcemente alla luna (月に吠える!?, Tsuki ni hoeru!) - 354. Col cuore in mano (ハートをつかめ!!?, Hāto o tsukame!!) - 355. Alla ricerca della sorgente segreta (秘湯を求めて?, Hi yu o motomete) |                                      |                                                  |
| 34    | 48    | Il giorno dell'addio 「うる星やつら 34」 - Urusei Yatsura 34 | 15 aprile 1987 ISBN 4-09-121504-1    | 1º gennaio 2001                                  |
| 34    | 48    | Capitoli - 356. Boy meets girl -Act.1: Oltre le tenebre- (ボーイ ミーツ ガール ACT.1 まっくろけ?, Bōi mītsu gāru ACT.1 makkuroke) - 357. Boy meets girl -Act.2: Un'antica promessa- (ボーイ ミーツ ガール ACT.2 嫁に来ないか?, Bōi mītsu gāru ACT.2 yome ni konai ka) - 358. Boy meets girl -Act.3: Il giorno dell'addio- (ボーイ ミーツ ガール ACT.3 別れの朝?, Bōi mītsu gāru ACT.3 wakare no asa) - 359. Boy meets girl -Act.4: Quando il cuore s'infiamma- (ボーイ ミーツ ガール ACT.4 ハートのｌｇｎｉｔｉｏｎ?, Bōi mītsu gāru ACT.4 Ignition) - 360. Boy meets girl -Act.5: Il labirinto degli amori perduti- (ボーイ ミーツ ガール ACT.5 再会のラビリンス?, Bōi mītsu gāru ACT.5 saikai no rabirinsu) - 361. Boy meets girl -Act.6: Anche tu qui?- (ボーイ ミーツ ガール ACT.6 結婚するって本当ですか?, Bōi mītsu gāru ACT.6 kekkon suru tte hontōdesu ka) - 362. Boy meets girl -Act.7: Amore e guerra- (ボーイ ミーツ ガール ACT.7 ねじれたハートで?, Bōi mītsu gāru ACT.7 nejireta hāto de) - 363. Boy meets girl -Act.8: Punto di non ritorno- (ボーイ ミーツ ガール ACT.8 こまっちゃうな?, Bōi mītsu gāru ACT.8 komatchau na) - 364. Boy meets girl -Act.9: Crescita inarrestabile- (ボーイ ミーツ ガール ACT.9 どうにもとまらない?, Bōi mītsu gāru ACT.9 dō ni mo tomaranai) - 365. Boy meets girl -Act.10: I want you- (ボーイ ミーツ ガール ACT.10 ないものねだりのI Want You?, Bōi mītsu gāru ACT.10 naimononedari no I Want Yō) - 366. Boy meets girl -Act.11: Finale- (最終回 ／ ボーイ ミーツ ガール ACT.11 Fin?, Saishūkai/Bōi mītsu gāru ACT.11 Fin) |                                      |                                                  |